# Stemma di Helsinki
Lo stemma di Helsinki (Helsingin vaakuna in finlandese, Helsingfors stadsvapen in svedese) è lo stemma della capitale finlandese Helsinki, apparso per la prima volta in un sigillo dell'inizio del XVII secolo.

## Descrizione
L'attuale progetto dello stemma è stato disegnato dall'araldista A.W. Ranchen nel 1951.
In uno scudo blu si trovano una barca, che galleggia su onde argentate, e una corona, impreziosita da pietre bianche, blu e dorate.